# Gran Premio de Gran Bretaña de Motociclismo de 1977
El Gran Premio de Gran Bretaña de Motociclismo de 1977 fue la decimosegunda y última prueba de la temporada 1977 del Campeonato Mundial de Motociclismo. El Gran Premio se disputó el 14 de agosto de 1977 en el Circuito de Silverstone. Este sería la primera vez que el Gran Premio de Gran Bretaña entraba en el calendario del Mundial después que el año anterior se decidiera quitar de la misma a TT Isla de Man por problemas de seguridad. A pesar de eso, la prueba británica, con todos los títulos ya decididos de antemano, no tenía pues mayor interés.

## Resultados 500cc
La categoría reina cerró la temporada con el abandono de los dos grandes animadores de la temporada: el campeón Barry Sheene y el subcampeón, el venezolano Johnny Cecotto, y la victoria del estadounidense Pat Hennen.
| Pos.     | Piloto              | Moto   | Tiempo     | Pts. |
| -------- | ------------------- | ------ | ---------- | ---- |
| 1        | Pat Hennen          | Suzuki | 45' 31" 96 | 15   |
| 2        | Steve Baker         | Yamaha | +41" 59    | 12   |
| 3        | Teuvo Länsivuori    | Suzuki | +1' 02" 79 | 10   |
| 4        | Gianfranco Bonera   | Suzuki | +1' 22" 96 | 8    |
| 5        | Steve Wright        | Suzuki | +1 Vuelta  | 6    |
| 6        | Alex George         | Suzuki | +1 Vuelta  | 5    |
| 7        | Derek Chatterton    | Suzuki | +1 Vuelta  | 4    |
| 8        | Max Wiener          | Suzuki | +1 Vuelta  | 3    |
| 9        | Giacomo Agostini    | Yamaha | +1 Vuelta  | 2    |
| 10       | Kevin Wrettom       | Suzuki | +1 Vuelta  | 1    |
| 11       | Helmut Kassner      | Suzuki | +2 Vueltas |      |
| 12       | Franz Meier         | Yamaha | +2 Vueltas |      |
| 13       | Odd Arne Lände      | Suzuki | +2 Vueltas |      |
| Ret      | Barry Sheene        | Suzuki | Ret        |      |
| Ret      | Johnny Cecotto      | Yamaha | Ret        |      |
| Ret      | Steve Parrish       | Suzuki | Ret        |      |
| Ret      | John Williams       | Suzuki | Ret        |      |
| Ret      | Michel Rougerie     | Suzuki | Ret        |      |
| Ret      | John Newbold        | Suzuki | Ret        |      |
| Ret      | Wil Hartog          | Suzuki | Ret        |      |
| Ret      | John Woodley        | Suzuki | Ret        |      |
| Ret      | Stu Avant           | Suzuki | Ret        |      |
| Ret      | Jack Findlay        | Suzuki | Ret        |      |
| Ret      | Jean Paul Boinet    | Suzuki | Ret        |      |
| Ret      | Christian Estrosi   | Suzuki | Ret        |      |
| Ret      | Leslie van Breda    | Suzuki | Ret        |      |
| Ret      | Ron Haslam          | Suzuki | Ret        |      |
| Ret      | Hervé Regout        | Suzuki | Ret        |      |
| Ret      | Kees Van Der Kruijs | Suzuki | Ret        |      |
| Ret      | Franz Rau           | Suzuki | Ret        |      |
| Ret      | Kaj Jensen          | Yamaha | Ret        |      |
| Ret      | Steve Manship       | Suzuki | Ret        |      |
| Ret      | John Weeden         | Suzuki | Ret        |      |
| Ret      | Warren Willing      | Yamaha | Ret        |      |
| Ret      | George Fogarty      | Suzuki | Ret        |      |
| Ret      | Børge Nielsen       | Suzuki | Ret        |      |
| Ret      | Boet Van Dulmen     | Suzuki | Ret        |      |
| Sources: |                     |        |            |      |

## Resultados 350cc
En 350cc, se impuso el sudafricano Kork Ballington con mucha comodidad y que ha dominó por completo. Esta es al segunda victoria de la temporada en esta categoría.
| Pos. | Piloto             | Moto          | Tiempo     | Pts. |
| ---- | ------------------ | ------------- | ---------- | ---- |
| 1    | Kork Ballington    | Yamaha        | 45' 32" 10 | 15   |
| 2    | Olivier Chevallier | Yamaha        | +16" 31    | 12   |
| 3    | John Williams      | Yamaha        | +16" 42    | 10   |
| 4    | Eddie Roberts      | Maxton Yamaha | +24" 52    | 8    |
| 5    | Alan Stewart       | Yamaha        | +29" 55    | 6    |
| 6    | Pekka Nurmi        | Yamaha        | +38" 19    | 5    |
| 7    | Michel Frutschi    | Yamaha        | +54" 84    | 4    |
| 8    | Helmut Kassner     | Yamaha        | +1' 03" 90 | 3    |
| 9    | Eero Hyvärinen     | Yamaha        | +1' 08" 19 | 2    |
| 10   | Austin Hockley     | Yamaha        | +1' 23" 29 | 1    |
| 11   | Alain Terras       | Yamaha        | +1 Vuelta  |      |
| 12   | John Dodds         | Yamaha        | +1 Vuelta  |      |
| 13   | Leslie Van Breda   | Yamaha        | +1 Vuelta  |      |
| 14   | Graham Hobbs       | Yamaha        | +1 Vuelta  |      |
| 15   | Reino Eskelinen    | Yamaha        | +1 Vuelta  |      |
| 16   | Kaj Jensen         | Yamaha        | +2 Vueltas |      |
| Ret  | Johnny Cecotto     | Bakker Yamaha | Ret        |      |
| Ret  | Tom Herron         | Yamaha        | Ret        |      |
| Ret  | Christian Sarron   | Yamaha        | Ret        |      |
| Ret  | Jon Ekerold        | Yamaha        | Ret        |      |
| Ret  | Alan North         | Yamaha        | Ret        |      |
| Ret  | Vic Soussan        | Yamaha        | Ret        |      |
| Ret  | Patrick Pons       | Yamaha        | Ret        |      |
| Ret  | Michel Rougerie    | Yamaha        | Ret        |      |
| Ret  | Patrick Fernandez  | Yamaha        | Ret        |      |
| Ret  | Giacomo Agostini   | Yamaha        | Ret        |      |
| Ret  | Bernard Fau        | Yamaha        | Ret        |      |
| Ret  | Víctor Palomo      | Yamaha        | Ret        |      |
| Ret  | Chas Mortimer      | Maxton Yamaha | Ret        |      |
| Ret  | Ken Nemoto         | Yamaha        | Ret        |      |
| Ret  | Børge Nielsen      | Yamaha        | Ret        |      |

## Resultados 250cc
En el cuarto de litro, Ballington consigue una segunda victoria, aunque aquí tuvo dos difíciles rivales en dos pilotos: el joven venezolano Aldo Mannini y el francés Éric Saul. Ante la ausencia del campeón, Mario Lega, uno de los centros de atracción de la prueba estaba en la lucha por el subcampeonato, al que optaban los italianos Franco Uncini y Walter Villa, que cayó del lado del primero.
| Pos. | Piloto               | Moto      | Tiempo     | Pts. |
| ---- | -------------------- | --------- | ---------- | ---- |
| 1    | Kork Ballington      | Yamaha    | 43' 37" 08 | 15   |
| 2    | Aldo Nannini         | Yamaha    | +2" 47     | 12   |
| 3    | Éric Saul            | Yamaha    | +4" 85     | 10   |
| 4    | Franco Uncini        | Bakker HD | +13" 66    | 8    |
| 5    | Olivier Chevallier   | Yamaha    | +13" 66    | 6    |
| 6    | Vic Soussan          | Yamaha    | +13" 81    | 5    |
| 7    | Guy Bertin           | Yamaha    | +22" 20    | 4    |
| 8    | Pekka Nurmi          | Yamaha    | +24" 42    | 3    |
| 9    | Walter Villa         | Bimota-HD | +26" 32    | 2    |
| 10   | Patrick Pons         | Yamaha    | +34" 56    | 1    |
| 11   | Eddie Roberts        | Yamaha    | +34" 66    |      |
| 12   | Michel Frutschi      | Yamaha    | +1' 03" 64 |      |
| 13   | Alan Stewart         | Yamaha    | +1' 03" 82 |      |
| 14   | Jean Claude Meilland | Yamaha    | +1' 16" 74 |      |
| 15   | Denis Boulom         | Yamaha    | +1' 37" 21 |      |
| 16   | Seppo Rossi          | Yamaha    | +1' 37" 21 |      |
| 17   | John Weeden          | Yamaha    | +1' 37" 86 |      |
| 18   | Ian Richards         | Yamaha    | +1 Vuelta  |      |
| 19   | Graham Hobbs         | Yamaha    | +1 Vuelta  |      |
| 20   | Warren Willing       | Yamaha    | +1 Vuelta  |      |
| 21   | Ron Kirkham          | Yamaha    | +2 Vueltas |      |
| Ret  | Takazumi Katayama    | Yamaha    | Ret        |      |
| Ret  | Tom Herron           | Yamaha    | Ret        |      |
| Ret  | Mick Grant           | Kawasaki  | Ret        |      |
| Ret  | Alan North           | Yamaha    | Ret        |      |
| Ret  | Jon Ekerold          | Yamaha    | Ret        |      |
| Ret  | Hans Müller          | Yamaha    | Ret        |      |
| Ret  | Christian Sarron     | Yamaha    | Ret        |      |
| Ret  | Bernard Fau          | Yamaha    | Ret        |      |
| Ret  | Patrick Fernandez    | Yamaha    | Ret        |      |
| Ret  | Barry Ditchburn      | Kawasaki  | Ret        |      |

## Resultados 125cc
En el octavo de litro, ausencia del campeón de la categoría Pier Paolo Bianchi y victoria de su compatriota Pierluigi Conforti en el que fue su mejor éxito en su palmarés.
| Pos. | Piloto                 | Moto       | Tiempo     | Pts. |
| ---- | ---------------------- | ---------- | ---------- | ---- |
| 1    | Pierluigi Conforti     | Morbidelli | 42' 46" 53 | 15   |
| 2    | Eugenio Lazzarini      | Morbidelli | +2" 02     | 12   |
| 3    | Jean Louis Guignabodet | Morbidelli | +16" 01    | 10   |
| 4    | Hans Müller            | Morbidelli | +28" 89    | 8    |
| 5    | Gert Bender            | Bender     | +33" 46    | 6    |
| 6    | Stefan Dörflinger      | Morbidelli | +41" 63    | 5    |
| 7    | Thierry Noblesse       | Morbidelli | +42" 22    | 4    |
| 8    | Anton Mang             | Morbidelli | +42" 58    | 3    |
| 9    | Benga Johansson        | Morbidelli | +57" 98    | 2    |
| 10   | Julien Van Zeebroeck   | Motobécane | +1' 00" 76 | 1    |
| 11   | Ermanno Giuliano       | Morbidelli | +1' 01" 42 |      |
| 12   | Patrick Plisson        | Morbidelli | +1' 08" 48 |      |
| 13   | Per Edward Carlson     | Morbidelli | +1' 18" 78 |      |
| 14   | Laurent Gomis          | Morbidelli | +1' 32" 59 |      |
| 15   | Maurizio Massimiani    | Morbidelli | +1' 33" 38 |      |
| 16   | Enrico Cereda          | Morbidelli | +1' 40" 19 |      |
| 17   | Clive Horton           | Maico      | +1' 40" 40 |      |
| 18   | Matti Kinnunen         | Morbidelli | +1' 41" 46 |      |
| 19   | Claude Willette        | Morbidelli | +1' 41" 93 |      |
| 20   | Alfred Schmid          | Morbidelli | +1' 44" 74 |      |
| 21   | Cees Van Dongen        | Morbidelli | +1 Vuelta  |      |
| 22   | Ernst Stammbach        | Malanca    | +1 Vuelta  |      |
| 23   | François Granon        | Morbidelli | +1 Vuelta  |      |
| 24   | Peter Van Niel         | Morbidelli | +1 Vuelta  |      |
| 25   | Bernard Otto           | Maico      | +1 Vuelta  |      |
| 26   | Leigh Notman           | Maico      | +1 Vuelta  |      |
| 27   | Len Carr               | Morbidelli | +1 Vuelta  |      |
| 28   | Sauro Pazzaglia        | Morbidelli | +1 Vuelta  |      |
| Ret  | Harald Bartol          | Morbidelli | Ret        |      |
| Ret  | Thierry Espié          | Motobécane | Ret        |      |